# Sindorim (métro de Séoul)
Sindorim (hangeul : 신도림 ; hanja : 新道林) est une station de correspondance, entre la ligne 1 et la ligne 2 du métro de Séoul, et une station de bifurcation entre la ligne circulaire et la branche Sindorim de la ligne 2. Elle est située, au 117-21 Saemal-ro, dans le quartier Sindorim-dong de l'arrondissement Guro-gu de la ville de Séoul en Corée du Sud.
Ouverte directement en station de correspondance, des lignes 1 et 2, en 1984. La station est desservie par les rames des services omnibus et express de la ligne 1 et les rames du service omnibus de la ligne 2.

## Situation sur le réseau

Plan du réseau (2023)

Sindorim est une station de correspondance, entre la ligne 1 et la ligne 2 du métro de Séoul :
sur la ligne 1 du métro de Séoul, établie en surface, la station Sindorim est située entre la station Yeongdeungpo, en direction du terminus nord-est Yeoncheon et la station de bifurcation Guro, en direction du terminus ouest Incheon, ou du terminus sud-ouest Sinchang ; 
sur la ligne 2 du métro de Séoul, établie en souterrain, la station Sindorim est située : sur la ligne principale circulaire, entre la station Mullae, en direction de Hôtel de Ville, rotation dans le sens des aiguilles d'une montre sur la section circulaire, et la station Daerim, en direction de Hôtel de Ville, rotation dans le sens inverse des aiguilles d'une montre ; c'est également la station de bifurcation vers la branche Sinjeong de la ligne 2, avant la station Dorimcheon (métro de Séoul) en direction de Kkachisan la station terminus de cette branche.

## Histoire
La station Sindorim est une station de correspondance dès sa mise en service le 22 mai 1984, jour de mise en exploitation de la station de la ligne 1, en surface, et de la station de la ligne 2, en souterrain,,.

## Services aux voyageurs

### Accès et accueil
Établie à Sindorim-dong, la station dispose de six accès, numérotés de 1 à 6. Des escaliers, escaliers mécaniques et ascenseurs permettent les circulations piétonnes entre les différents niveaux, entre la station en surface de la ligne 1 et la station souterraine de la ligne 2. Elle est notamment équipée d'automates pour l'achat de titres de transport. Les quais des deux stations sont équipés de portes palières.

### Desserte

#### Station de la ligne 1
Sindorim est desservie par les rames du service omnibus et les rames des services express de la ligne 1.

Installations
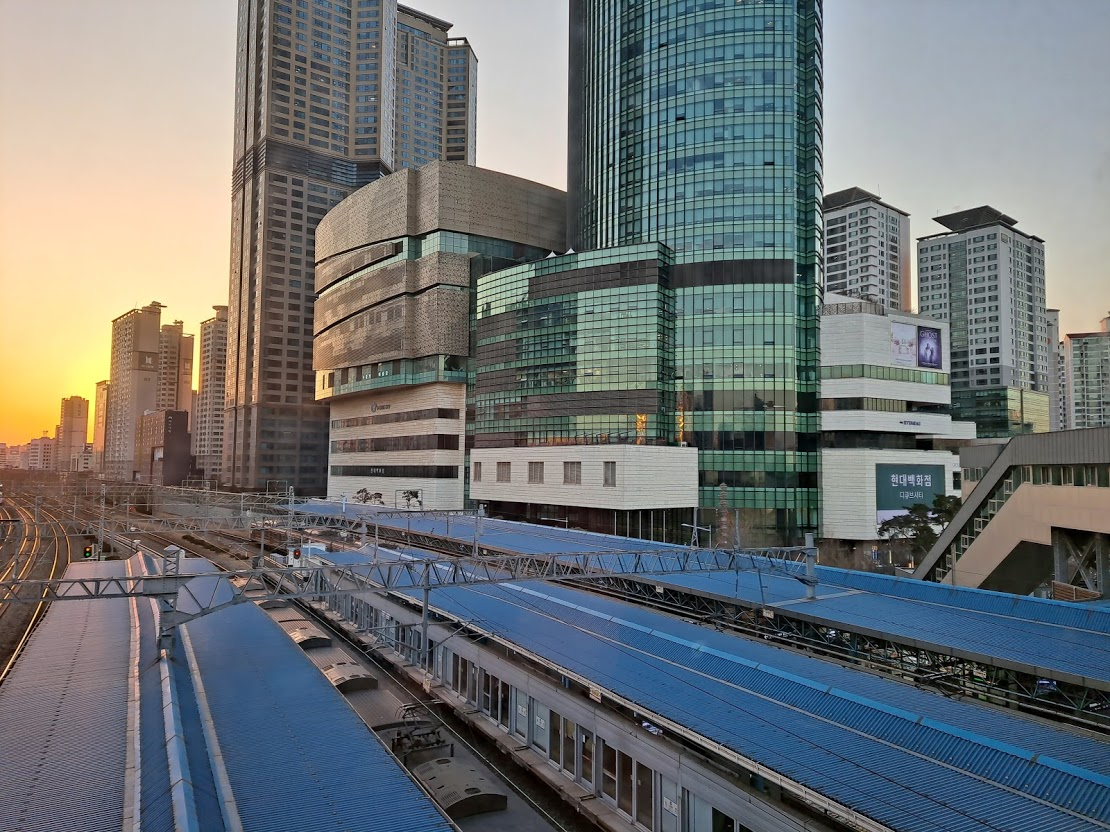
En 2021.
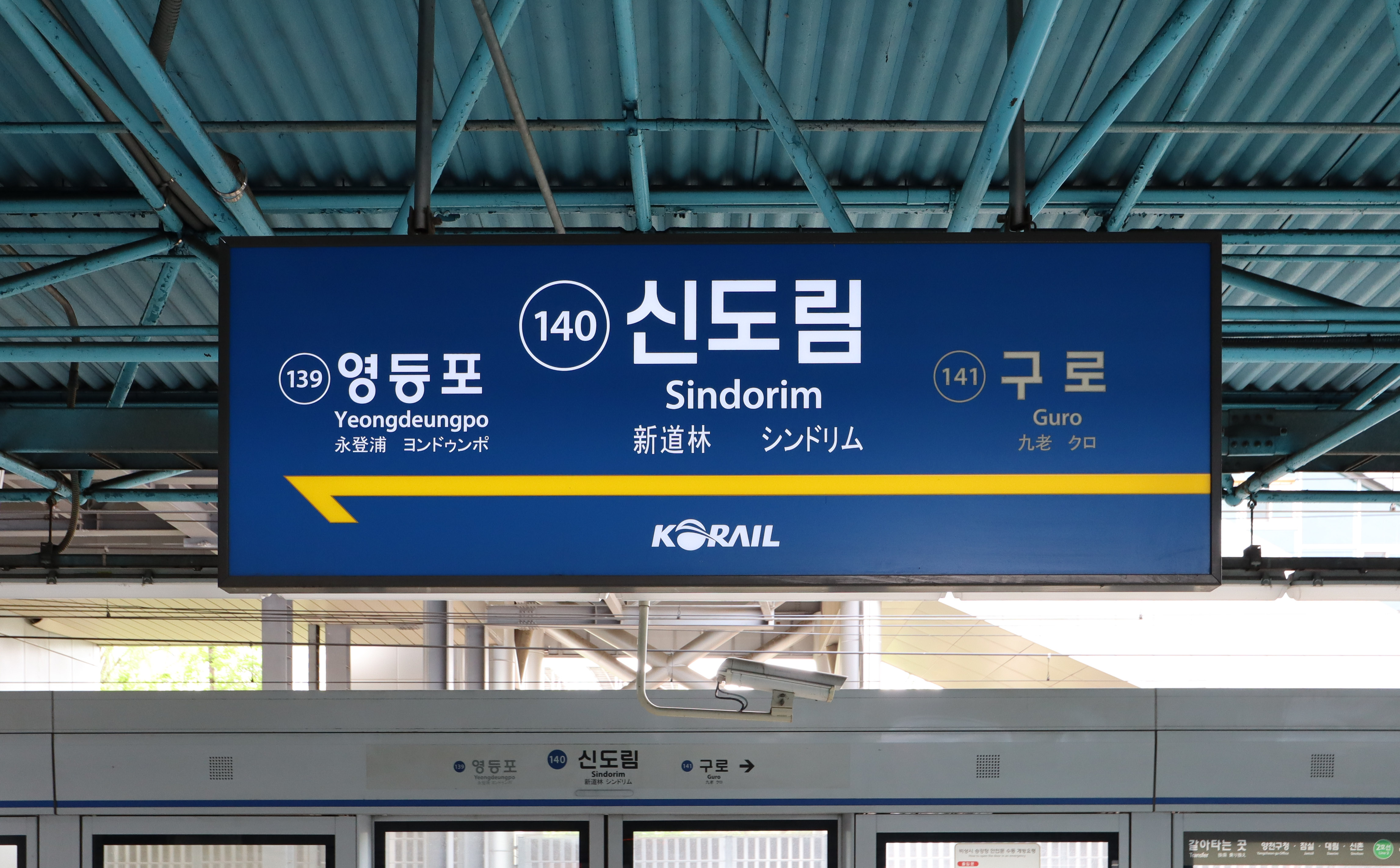
En 2023.
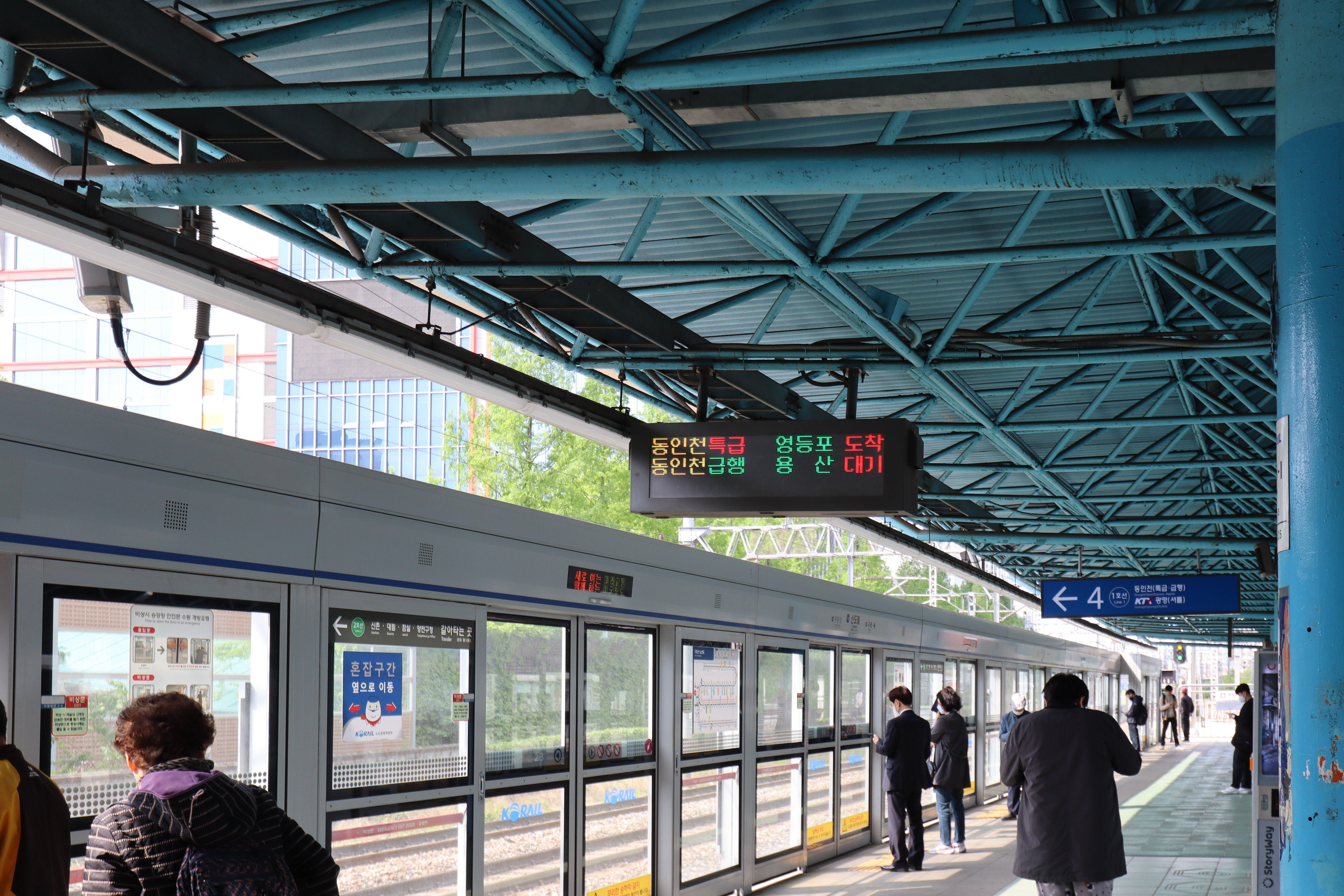
En 2023.

#### Station de la ligne 2
Sindorim est desservie par les rames du service omnibus qui circulent sur la ligne circulaire de la ligne 2 et celles qui circulent uniquement sur la branche Sindorim.

Installations
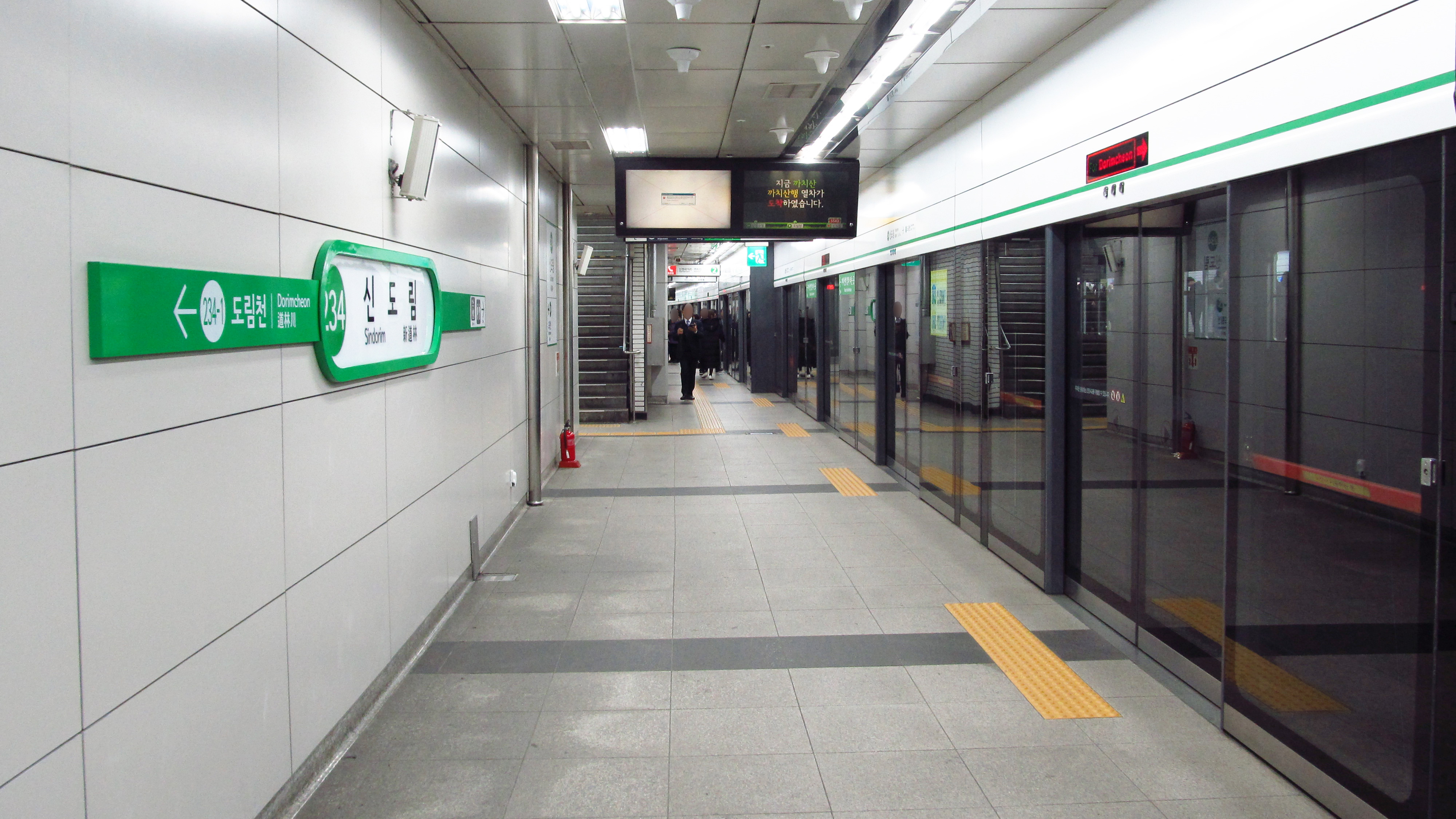
En 2018.
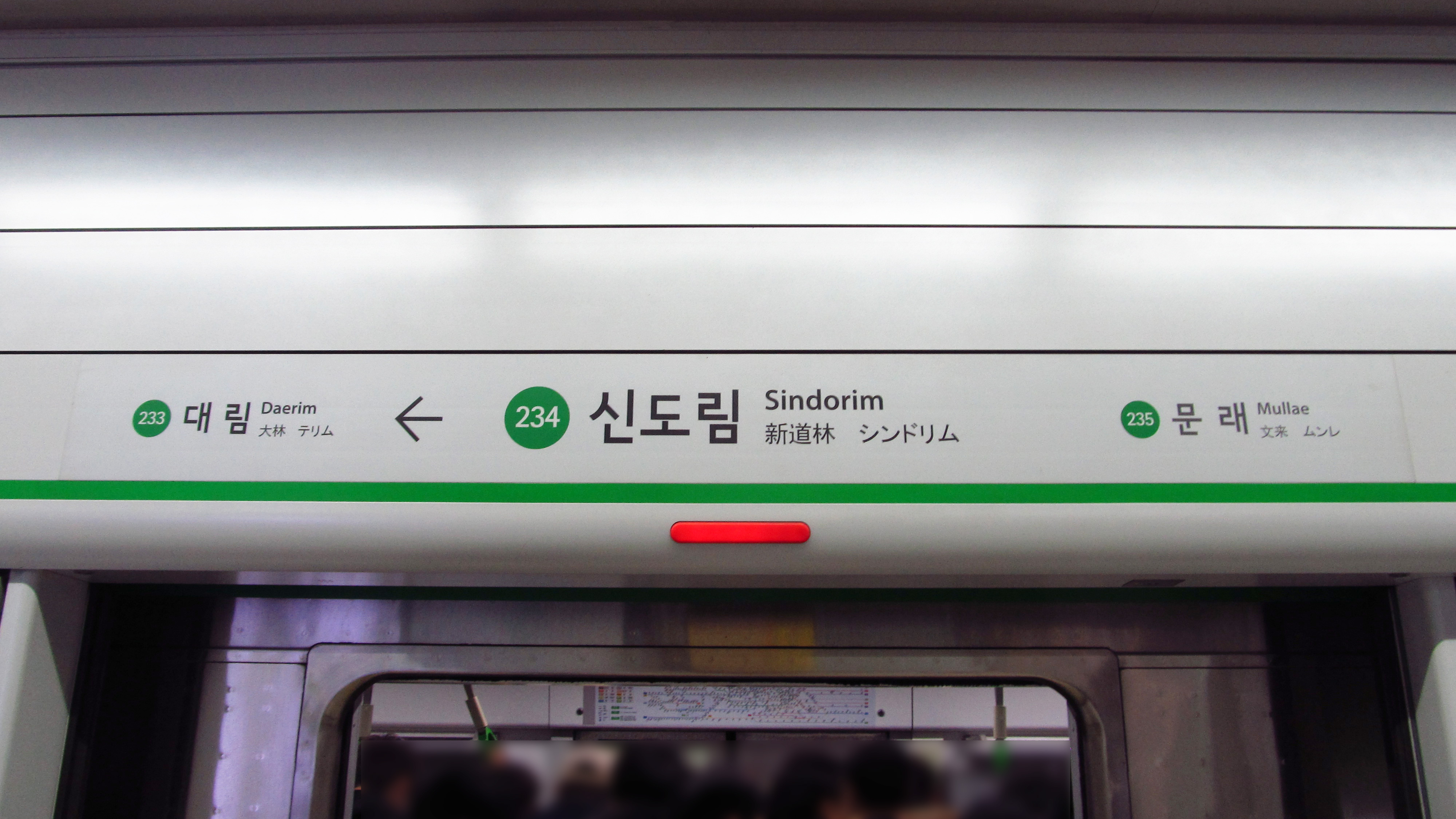
En 2018.
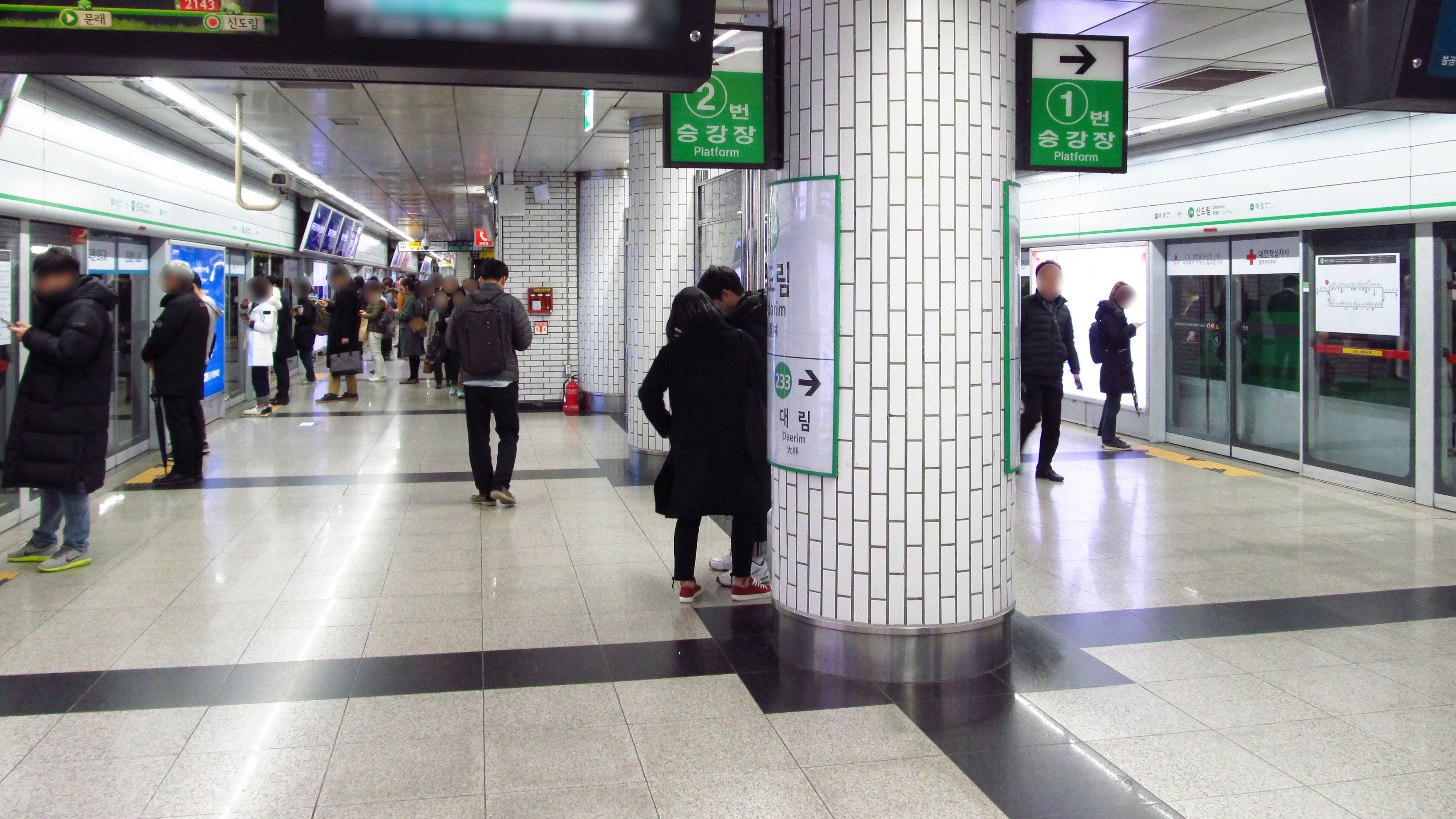
En 2018.

### Intermodalité
Des arrêts de bus urbains sont situés à proximité de certains accès.

## À proximité
Elle dessert notamment l'Université nationale d'enseignement à distance de Corée et l'Université régionale de Séoul 2.